# Adrián Berbia
Adrián Berbia Pose (Montevideo, Uruguay; 12 de octubre de 1977) es un exfutbolista uruguayo. Jugaba como arquero.

## Trayectoria
Inició su carrera deportiva en el Bella Vista de Montevideo y ha integrado nóminas de equipos importantes del continente como lo son el Olimpia de Paraguay, Peñarol de Montevideo donde fue campeón y peleó el puesto con José Luis Chilavert, el América de Cali de Colombia y Junior de Barranquilla, entre otros.
Es uno de los pocos arqueros que le detuvo un penal a Romário da Souza Faria; ocurrió en el partido Vasco Da Gama vs. Peñarol por el torneo Mercosur del año 2000, disputado en el Estadio São Januário.

### Paso por Colombia
En enero de 2008, Berbia llegó al América de Cali, con el que ganó el torneo de pretemporada Copa Internacional Cafam 50 años. En el mismo año integró la nómina subcampeona del Torneo Apertura y fue uno de los puntos altos del equipo que ganó el título 13 en la historia del club en el Torneo Finalización del mismo año, este plantel del América es muy recordado debido a las promesas que tenía como Pablo Armero, Adrián Ramos y Duván Zapata.
A comienzos de 2009, el América de Cali había confirmado su continuidad en el club para la temporada 2009 y la Copa Libertadores, pero pocos días después, el mismo jugador confirmó que jugará con el Junior de Barranquilla, en donde logra el subcampeonato en el Apertura 2009 del Torneo Colombiano, y el título de Campeón Apertura 2010 del Torneo Colombiano.
Forma parte del equipo hasta junio de 2010 donde regresa a Uruguay. En el 2011 regresa al fútbol colombiano para defender al Real Cartagena.
Desde 2015 defendió los colores de Boston River, club con el que jugó la Copa Conmebol Sudamericana 2017. En 2018 retornó a Bella Vista, el club de sus inicios donde obtiene el campeonato y el ascenso a la Segunda División Profesional del Fútbol Uruguayo.
Con este último título logra ser uno de los pocos jugadores en salir Campeón en las tres divisionales del Fútbol Uruguayo.

## Selección nacional
Adrián pasó por todas las categorías de la Selección Uruguaya. Además, integra el plantel de la Copa América Colombia 2001 en la cual juega dos partidos, obteniendo el cuarto lugar en el torneo. En la eliminatoria para Corea y Japón 2002 integró el plantel en 16 partidos de los 20 que se disputaron en total, si añadimos la repesca con Australia.
- Selección de Uruguay sub-17. 1995.
- Selección de Uruguay sub-20. 1997.
- Selección de Uruguay sub-23. 2000.
- Selección de Uruguay mayores 1999-2002.

## Clubes
| Club                    | País     | Año         | PJ  | Goles |
| ----------------------- | -------- | ----------- | --- | ----- |
| Bella Vista             | Uruguay  | 1996 - 2000 | 115 | 0     |
| Peñarol                 | Uruguay  | 2000 - 2003 | 76  | 0     |
| Liverpool F. C.         | Uruguay  | 2004        | 25  | 0     |
| Cerro                   | Uruguay  | 2005        | 13  | 0     |
| Olimpia                 | Paraguay | 2005        | 3   | 0     |
| O'Higgins               | Chile    | 2006        | 5   | 0     |
| Peñarol                 | Uruguay  | 2007        | 4   | 0     |
| Juventud de Las Piedras | Uruguay  | 2007        | 14  | 0     |
| América de Cali         | Colombia | 2008        | 53  | 0     |
| Junior                  | Colombia | 2009 - 2010 | 37  | 0     |
| Fénix                   | Uruguay  | 2010        | 2   | 0     |
| Real Cartagena          | Colombia | 2011        | 36  | 0     |
| Miramar Misiones        | Uruguay  | 2012        | 10  | 0     |
| Juventud de las Piedras | Uruguay  | 2012 - 2013 | 28  | 0     |
| Miramar Misiones        | Uruguay  | 2013 - 2014 | 24  | 0     |
| Boston River            | Uruguay  | 2015 - 2017 | 93  | 0     |
| Bella Vista             | Uruguay  | 2018        | 26  | 0     |

## Palmarés

### Campeonatos nacionales
| Título                                    | Club            | País     | Año  |
| ----------------------------------------- | --------------- | -------- | ---- |
| Segunda División                          | Bella Vista     | Uruguay  | 1997 |
| Liguilla Pre-Libertadores                 | Bella Vista     | Uruguay  | 1998 |
| Torneo Clausura                           | Peñarol         | Uruguay  | 2000 |
| Torneo Clasificatorio                     | Peñarol         | Uruguay  | 2001 |
| Torneo Clasificatorio                     | Peñarol         | Uruguay  | 2002 |
| Torneo Clausura                           | Peñarol         | Uruguay  | 2003 |
| Primera División                          | Peñarol         | Uruguay  | 2003 |
| Torneo Finalización                       | América de Cali | Colombia | 2008 |
| Torneo Apertura                           | Junior          | Colombia | 2010 |
| Torneo Apertura Segunda B                 | Bella Vista     | Uruguay  | 2018 |
| Campeonato Uruguayo de Segunda B Nacional | Bella Vista     | Uruguay  | 2018 |